# 山口城 (武蔵国)
山口城（やまぐちじょう）は、埼玉県所沢市山口にあった日本の城。1962年（昭和37年）10月1日付で埼玉県指定旧跡。狭山丘陵の標高79-90メートルの南斜面に所在し、南麓部は柳瀬川が流れている。

## 歴史・沿革
平安時代末期に武蔵七党村山党の山口家継によって築城された。以来代々山口氏の居城となる。
南北朝時代の応安元年(1368年)新田義宗、脇屋義治の挙兵に呼応した武蔵平一揆のおり、山口高清は一揆の中心・河越氏の側につき、鎌倉公方足利氏満方の上杉憲顕に攻められ山口城は落城。永徳3年（1383年）、南朝の力を得た高清の子山口高治は、祖父山口高実とともに再び兵を挙げ氏満と戦ったが敗北し、山口城に火を放ち自害して果てた。高治の子山口高忠は上杉氏家臣で武蔵国守護代の大石氏に従い、山口城の大改修を行ったが、もともと館であったため別個に勝楽寺村に根古屋城を築き、山口城の城郭としての機能を根古屋城に移した。
その後山口氏は上杉氏が没落すると、後北条氏に仕え武蔵国入間郡山口（所沢市山口）に40貫を知行していたが、1590年、小田原征伐で敗戦。廃城になった。

### 廃城後
以後は再度城郭として用いられることはなく、江戸期には敷地の大半は開拓されて畑地や住居、溜池などに転用された。明治以後は更に道路や鉄道が建設され、開発によってその大半が失われている。現在でも周辺の地名にはかつて城郭が在ったことに関連する地名が見られるものの、往時の遺構は半ば雑木林と化したごく一部しか残存せず、近年になって発掘調査が行われた他は所沢市教育委員会により城郭跡であることを示す碑と案内板が設置されたのみであった。
かろうじて残存していた城郭跡の敷地のうち、北西部は私有地として畑地等に利用され、南東部は至近の県道55号線の交差点に「山口城跡前」の名称がつけられたのみで長年に渡って放置されていたが、平成12年（2000年）になり商業地として開発されることとなり、当初は遺構を取り壊して完全に整地される計画もあったものの、開発反対と遺構の保存を求める運動が起こされ、商業地として開発される敷地のうち一部が整備されて保存されることになった。現在は城郭跡であった部分の殆どは整地されて商業施設となっているが、保存運動によって残存した土塁や空堀のごく一部分が保存されている。

## 考古資料

### 遺構
現在は城郭跡は商業施設及び住宅地・畑地となっており、県道55号線を始めとした道路によって敷地は大きく3つ（西武狭山線によって分割された区域を含めると5つ）に分割された形となっている。土塁と空堀が残存していた区域はファッション市場サンキ所沢店の敷地となっており、遺構は道路と西武狭山線の線路沿いに「一号」から「三号」の分類名がつけられた土塁と空堀の一部がわずかに残るのみである。
また、「山口城跡」として保存されている場所から北西方向、所沢市立山口小学校から道路を挟んで南側の畑地と林でも土塁と空堀の遺構が残存していたことが確認されているが、現在ではその痕跡を確認することは困難である。この北西部の遺構跡については私有地のため、敷地内に立ち入ることはできない。
所沢市の発掘調査によると、現在の「山口城址前」交差点付近が本丸だったと推測されている。

## 観光

### アクセス
- 西武狭山線下山口駅から徒歩10分程度
- ところバス南路線（山口循環コース）「山口城跡」停留所から徒歩1分
- 埼玉県道55号線　山口城跡前交差点より徒歩0分